# アドリアナ・カセロッティ
アドリアナ・カセロッティ（Adriana Caselotti、1916年5月6日 - 1997年1月19日）は、アメリカ合衆国コネチカット州ブリッジポート出身の女優、歌手。
ウォルト・ディズニーによる世界初の長編カラーアニメーション『白雪姫』の主人公、白雪姫役の声優として知られている。

## 経歴
オペラ一家の出身で姉ルイーズも有名な歌手だった。
世界初の長編カラーアニメーション映画『白雪姫』を製作していたウォルト・ディズニーは、主人公の白雪姫役のキャスティングに難航していた。そこで良い候補者を紹介してもらうべく知り合いの歌唱講師に電話したところ、応対したのが助手を務めていたカセロッティだった。その声を聞いたウォルトが、カセロッティの声を白雪姫にふさわしいと感じてスカウトしたことで出演が決定する。
純粋無垢な白雪姫の声を「私の願い」「いつか王子様が」などの歌を交えて好演。970ドルの出演料を得たほか、同作は第38回アカデミー作曲賞と第39回アカデミー特別賞を受賞する。
その後の芸能活動は『オズの魔法使』『素晴らしき哉、人生!』やドナルドダックの短編アニメーションなどにクレジット無しで出演した程度に留め、目立ったものはしなかった。これは『白雪姫』がクレジット無しであった影響のほか、ディズニー社による保護もあったとされ、ジャック・ベニーがディズニー社に対し、自身のラジオ番組へのカセロッティの出演を依頼したところ、「白雪姫のイメージを台無しにしたくないので、彼女の声を使うことはご遠慮願いたい」と断られたというエピソードがある。
1972年にジュリー・アンドリュース司会のTV番組『ジュリー・アンドリュース・アワー』に出演。アンドリュースとともに『白雪姫』の劇中歌「私の願い」や「いつか王子様が」を歌った。のちに『シンデレラ』のプリンス・チャーミングの歌唱担当で知られるマイク・ダグラス司会の『マイク・ダグラス・ショー』にも出演。また、歌の手引書「Do You Like to Sing?」を執筆した。
私生活では4度の結婚と離婚を経験している。晩年は独身であった。
1997年1月19日に肺がんの為、カリフォルニア州ロサンゼルスで死去。80歳没。

## 出演作品
- 白雪姫　Snow White and the Seven Dwarfs (1937年)　白雪姫役主演
- ドナルドの博物館見学　Modern Inventions (1937年)　子守ロボット役
- オズの魔法使　The Wizard of Oz（1939年）＃もしもハートがあったなら　ジュリエット役（声の出演）　※クレジット無し
- 素晴らしき哉、人生!　It's a Wonderful Life（1946年）　酒場の歌手役　※クレジット無し

## 受賞歴
- 1994年 - ディズニー・レジェンド